# Комендантская площадь
Коменда́нтская площадь — площадь в историческом районе Озеро Долгое Приморского административного района Санкт-Петербурга. Располагается на пересечении Комендантского проспекта, улицы Ильюшина, Гаккелевской улицы, проспекта Испытателей и улицы Уточкина. 

## Наименование
Названа Комендантская площадь 4 апреля 1988 года по Комендантскому проспекту, проходящему через площадь.

## История
Площадь, названная впоследствии Комендантской, образовалась в 1980-е годы на пересечении новопроложенных Комендантского проспекта, улиц Гаккелевской, Уточкина, Ильюшина и продлённого проспекта Испытателей.
До 2005 года площадь имела другой вид: проспект Испытателей напрямую переходил в улицу Ильюшина, а все остальные магистрали примыкали к ним. В результате получалось сложное для проезда место.
2 апреля 2005 года близ площади открылась станция метро «Комендантский проспект», тогда же началось строительство ТРК «Атмосфера», находящегося в самом центре площади. К середине 2009 года строительство ТРК было завершено, а площадь приобрела современный вид. Движение по площади было сделано круговым — вокруг ТРК «Атмосфера», только трамвайное движение напрямую соединяет проспект Испытателей с улицей Ильюшина. ТРК «Атмосфера» имеет по одному наземному входу со стороны улицы Уточкина и улицы Ильюшина, а также подземную галерею, выходящую в пешеходный переход под Комендантским проспектом прямо напротив входа в вестибюль метро.

## Здания площади

### Дом у Комендантской площади (Комендантский проспект, дом 13)
Жилой комплекс «Дом у Комендантской площади» построен в 2002-2006 годах по проекту архитекторов Б.Г. Гришко , О.А. Ивановой, Д.Ю. Кожина, Г.Б. Ростовцевой,  Г.Ф. Бойко, конструктора Ю.В. Варпаховской, инженера В.А. Хачатряна. 18-25 этажные дома с подземным гаражом-стоянкой и встроенными помещениями общественного назначения.

### Торговый комплекс «Миллер центр» (проспект Испытателей, дом 37)
Торговый комплекс «Миллер центр». Корус D построен в 2009 году по проекту архитектора В.В. Арсеньева.

### Жилой комплекс «Приморская симфония» (Комендантский проспект, дом 11)
Жилой комплекс «Приморская симфония» построен в 2000-2004 году по проекту архитектора В.А. Кашина.

### Многоквартирный жилой дом (Комендантская площадь, дом 8)
Многоквартирный жилой дом. Весемнадцати-этажный жилой дом построен в 2008 году.

### Жилой комплекс «Приморская симфония» (Комендантский проспект, дом 12)
Жилой комплекс «Приморская симфония» построен в 2007 году по проекту архитектора В.А. Кашина.

### Станция метрополитена «Комендантский проспект»(Комендантский проспект, дом 18)
Станция метрополитена «Комендантский проспект» открыта 2 апреля 2005 года. Вход в подуличный вестибюль осуществляется через подземный переход, расположенный рядом с площадью.

### Торгово-развлекательный комплекс «Атмосфера» (Комендантская площадь, дом 1)
Торгово-развлекательный комплекс «Атмосфера» построен в 2008 году по проекту архитекторов Д.Б. Седакова, И.Б. Седакова.

## Транспорт
На площади располагается торгово-развлекательный комплекс «Атмосфера», из подземного этажа которого имеется выход к подземному переходу через Комендантский проспект и входу на станцию метро «Комендантский проспект». С проспекта Испытателей через Комендантскую площадь к улице Ильюшина проходит трамвайная линия от станции метро «Пионерская» (также Комендантскую площадь и станцию метро «Пионерская» связывают автобусные и троллейбусные маршруты). Автомобильное движение на площади — круговое.